# Herbert Read
Sir Herbert Edward Read (Kirkbymoorside, North Yorkshire, 4 de dezembro de 1893 — Malton, North Yorkshire, 12 de junho de 1968) foi um poeta anarquista e crítico de arte e de literatura britânico. Foi nomeado cavaleiro em 1953. Obteve o Prêmio Erasmo em 1966.
Foi criado numa fazenda e serviu como oficial na Primeira Guerra Mundial. A infância e a guerra foram temas freqüentes nas poesias que publicou, a partir da sua estreia com Guerreiros nus, em 1919. Após a guerra, trabalhou na curadoria do Victoria and Albert Museum, em Londres. Em 1931 e 1932 lecionou na Universidade de Edimburgo. De 1933 a 1939, foi editor da revista Burlington Magazine.
Crítico dos mais conceituados entre as décadas de 1930 e 1950, e expoente do movimento de educação pela arte, Herbert Read impôs-se por seu espírito democrático e humanístico, tanto no campo da estética quanto em pedagogia, sociologia e filosofia política.
Escreveu mais de mil obras sobre diferentes áreas do pensamento. Entre seus ensaios, destacam-se O significado da arte (1931), A forma na poesia moderna (1932) e Educação pela arte (1943).